# Constantin Großmann
Ernst Constantin Großmann, normalisiert auch Konstantin Großmann, (* 3. August 1881 in Pulsnitz; † 20. November 1965) war ein deutscher evangelisch-lutherischer Pfarrer und Autor.

## Leben und Wirken
Er war der Sohn des Pulsnitzer Diakons Ernst Heinrich Großmann, der später zweiter Pfarrer an der St. Petrikirche in Bautzen wurde. Nach der Schulbildung an der Fürstenschule St. Afra in Meißen schlug Großmann eine theologische Ausbildung ein und studierte außerdem Indologie an den Universitäten Leipzig, Marburg und Berlin. Am 15. November 1908 wurde er in Dippoldiswalde im Osterzgebirge ordiniert. Er war zunächst als Diakon-Vikar und ab 1909 als Diakon in Dippoldiswalde tätig. Von Herbst 1910 bis Oktober 1914 amtierte Großmann zunächst als dritter und dann als zweiter Stadtkanton an der Hauptkirche St. Johannis in Plauen im Vogtland. Am 19. April 1914 trat er die Stelle als dritter Diakon an der Annenkirche in Dresden an. 1931 wurde er dort zweiter Pfarrer. 1956 wurde er emeritiert.
Bereits während des Ersten Weltkrieges machte Großmann 1916 mit einem Vortrag über Germanisierung des Christentums auf der Tagung der Schopenhauer-Gesellschaft in Dresden auf sich aufmerksam. Später begeisterte er sich für die „deutschvölkische Bewegung“, trat zum 1. Mai 1932 der NSDAP bei (Mitgliedsnummer 1.130.803) und wurde Amtswalter. Er hielt öffentliche Vorträge u. a. über Rassenfragen und „arische Weltanschauung“ und trat als Redner auf mehreren NS-Kundgebungen und an Hochschulen auf. Daneben publizierte er zu Themen der NS-Zeit.
Großmann starb am 20. November 1965.

## Schriften (Auswahl)
- Festschrift zur Feier des 350jährigen Bestehens der Annengemeinde zu Dresden. Kirchgemeindeamt d. Annengemeinde, Dresden 1928.
- Die Deutsche Frau in Beruf und Leben. Ehrenbuch und Wegweiser für deutsche Frauen und Mädchen. Dresden ca. 1930.
- Die evangelische Hausangestellte im Beruf und Leben. Verlagsbuchhandlung Mogroh, Dresden [1931].
- Mutterliebe, Muttertreue. Ein Haus- und Lebensbuch in Poesie und Prosa. Dresden [1931].
- Deutsche Christen. Ein Volksbuch. Wegweiser durch die Glaubensbewegung unserer Zeit. Dresden 1934.